# Купчановка
Купча́новка (каз. Купчановка) — село у складі Буландинського району Акмолинської області Казахстану. Входить до складу Караузецького сільського округу.
Населення — 686 осіб (2021; 908 у 2009, 742 у 1999, 910 у 1989).
Національний склад станом на 1989 рік:
- росіяни — 52 %.